# BCM Gravelines

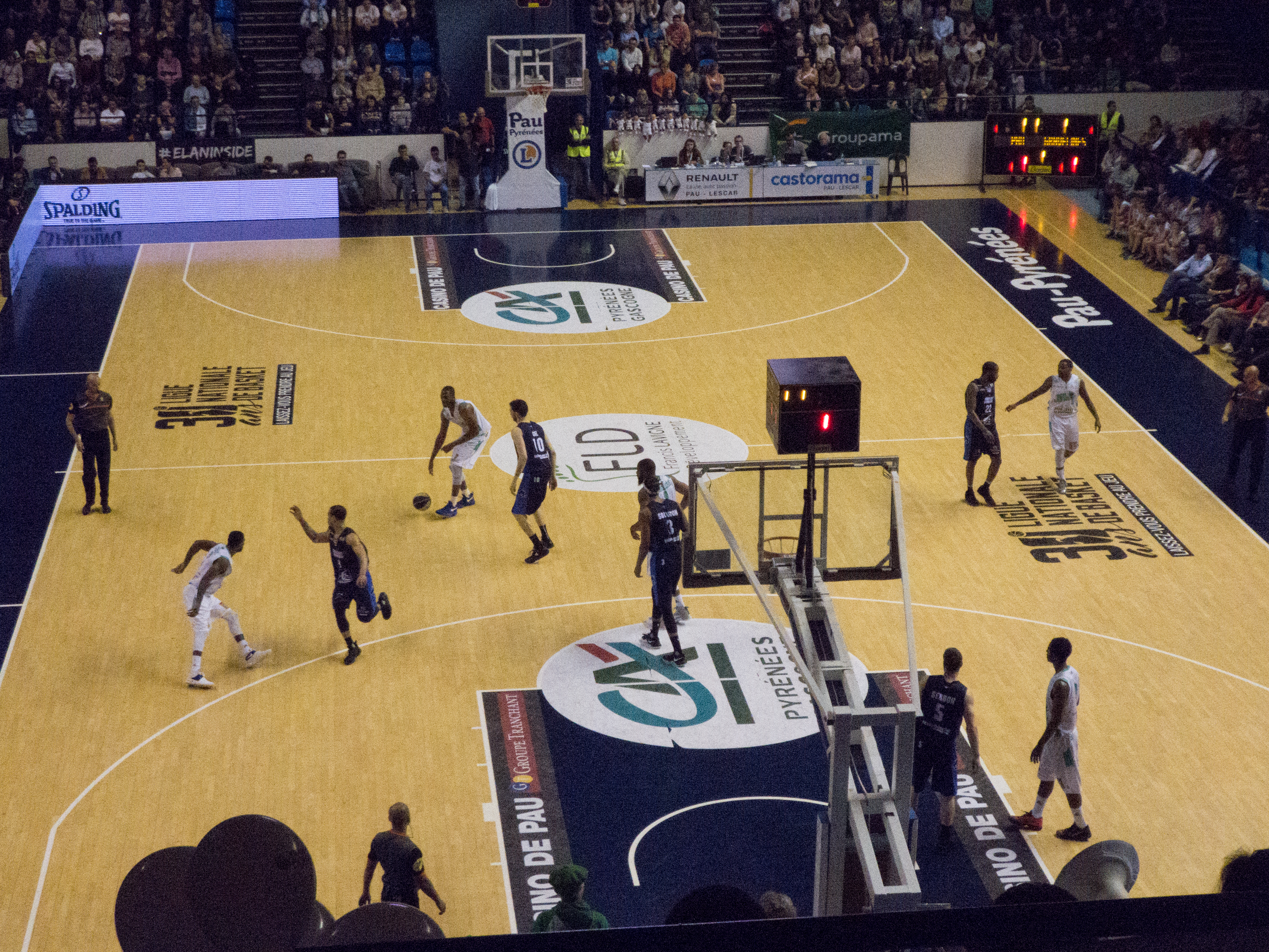
Temporada 2016-17 Pro A - 25 de abril de 2017, Palacio de Deportes de Pau. Partido entre: Élan Béarnais ‒ BCM Gravelines

Basket Club Maritime Gravelines Dunkerque Grand Littoral, más conocido como BCM Gravelines es un club de baloncesto francés, con sede en la ciudad de Gravelinas, fundado en 1984 que compite en la Liga Francesa. Disputa sus partidos en el pabellón Gravelines Sportica, con capacidad para 3.043 personas.

## Historia
El club fue fundado en 1984, y solo cuatro años más tarde ascendió a la Pro A, la máxima categoría del baloncesto francés. Tras perder en la final tres títulos consecutivos en los años siguientes, logró su mejor éxito al ganar la Copa de baloncesto de Francia en 2005, derrotando al Cholet en la final.

## Temporadas
| Temporada | División | Liga  | Posición | Copa Francesa    | Leaders Cup      | Competición Europea | Competición Europea | Competición Europea |
| --------- | -------- | ----- | -------- | ---------------- | ---------------- | ------------------- | ------------------- | ------------------- |
| 2010–11   | 1        | Pro A | 3.º      | Ronda de 32      | Campeón          | 3 EuroChallenge     | QF                  | 8–6                 |
| 2011–12   | 1        | Pro A | 5.º      | Octavos de final | Finalista        | 1 Euroleague        | QR1                 | 0–1                 |
| 2011–12   | 1        | Pro A | 5.º      | Octavos de final | Finalista        | 2 Eurocup           | T16                 | 5–7                 |
| 2012–13   | 1        | Pro A | 5.º      | Ronda de 32      | Campeón          | 3 EuroChallenge     | 4.º                 | 11–5                |
| 2013–14   | 1        | Pro A | 12.º     | Ronda de 32      |                  | 2 Eurocup           | L32                 | 8–8                 |
| 2014–15   | 1        | Pro A | 9.º      | Ronda de 32      |                  |                     |                     |                     |
| 2015–16   | 1        | Pro A | 6.º      | Semifinales      | Cuartos de final |                     |                     |                     |
| 2016–17   | 1        | Pro A | 9.º      | Ronda de 32      | Cuartos de final | 4 FIBA Europe Cup   | R2                  | 6–6                 |
| 2017–18   | 1        | Pro A | 13.º     | Ronda de 32      |                  |                     |                     |                     |
| 2018–19   | 1        | Pro A | 11.º     | Ronda de 64      |                  |                     |                     |                     |
| 2019–20*  | 1        | Pro A | 17.º     | Ronda de 32      |                  |                     |                     |                     |
| 2020–21   | 1        | Pro A | 15.º     | Cuartos de final |                  |                     |                     |                     |
| 2021–22   | 1        | Pro A | 12.º     | Semifinales      |                  |                     |                     |                     |
| 2022–23   | 1        | Pro A | 10.º     | Ronda de 32      |                  |                     |                     |                     |

*La temporada fue cancelada debido a la pandemia del coronavirus.

## Palmarés
- Subcampeón de Liga : 2004
- Campeón de la Copa de baloncesto de Francia : 2005
- Campeón del Match des Champions : 2005
- Finalista de la Copa de baloncesto de Francia : 2003, 2010
- Finalista de la Semaine des As: 2012
- Campeón de la Semaine des As: 2011
- Campeón de la Leaders Cup: 2013
- Final Four EuroChallenge: 2013